# القوات الجوية الحجازية
القوات الجوية الحجازية هي سلاح الطيران الذي عمل ما بين عامي (1916 - 1926) التابع لجيش مملكة الحجاز ويعدّ عبد السلام سرحان من أوائل الطيارين الحجازيين.

## التأسيس
تعتبر أقدم قوة جوية عربية نظامية، وذكرت صحيفة «القبلة» الصادرة في مكة المكرمة في تلك الأيام ان أول طيار عربي من اهالي البلاد يتمكن من التحليق بمفرده في سماء جدة هو الملازم أول عبد السلام سرحان من اهالي مكة المكرمة وهو من خريجي مدرستها الحربية اذ حلق بمفرده في يوم الأربعاء الموافق 11 أبريل 1923 في سماء مدينة جدة لمدة 20 دقيقة فوق منطقة الميناء، وكان ثاني طيار ينجح في الطيران بمفرده في سماء مدينة جدة هو الطيار حسن ناظر من اهالي المدينة المنورة اذ حلق في سماء جدة في الموافق 3 اغسطس 1924

## المعارك
وخلال القتال الذي نشب بين الملك عبدالعزيز سلطان سلطنة نجد والشريف حسين بن علي ملك مملكة الحجاز تلك الأحداث اللتي تعرف باسم الحرب النجدية الحجازية استطاع الشريف تعزيز قواته بالحصول على ست طائرات اضافية من طراز دي اتش 9 – DH9 مقاتلة نقلت إلى جدة على الباخرة (آ رسي ركمرز Rc Rlchmers) وكان يقودها طيارون المان ويعمل على صيانتها ميكانيكيون المان وروس وقد كانت تلك الطائرات تعمل في مهبط غير معبد يقع شمال القشلة (الثكنة العسكرية) وكان هناك حظيرة طائرات من الخشب صنعت محليا، وخلف الحظيرة كان هناك مبنى صغير قديم يقيم به الطيارون والميكانيكيون الروس الذين يعملون في خدمة حكومة الحجاز الهاشمية، ولم يكن هناك طيارون من اهالي البلاد سوى الطيار عبد السلام سرحان والطيار حسن ناظر وطيار ثالث آخر هو الطيار حسن شيبة الذي قتل في معركة الرغامة خارج اسوار جدة وهو يقود عربة مصفحة، وإدعى مقاتلوا حركة إخوان من طاع الله الموالين للملك عبدالعزيز بأنهم أسقطوا طائرتين حجازيتين.

## الدمج
وبعد دخول الملك عبد العزيز إلى جدة استسلمت قوات حكومة الحجاز، وصفح الملك عبدالعزيز عن الضباط والجنود الحجازيين، ودخلوا في طاعة الملك عبد العزيز وواصلوا العمل تحت لوائه في مواقع عسكرية جديدة وأصبحوا نواة القوات الجوية الملكية السعودية، وقد استمر البعض منهم في العمل في مجال الطيران وانتقل الآخرون الذين لم تعد صحتهم تسمح لهم بالاستمرار في الطيران ولديهم الخبرة التي يمكن الاستفادة منها – في مجال آخر مثل: حسن ناظر الذي عمل في الجيش السعودي.

## الطائرات
| الطائرات                                    | صورة | بلد الأصل              | النوع                 | الطراز               | في الخدمة | ملاحظات |
| طائرات القوات الجوية الحجازية (1916 - 1926) |      |                        |                       |                      |           | |
| ------------------------------------------- | ---- | ---------------------- | --------------------- | -------------------- | --------- | --- |
| إيركو دي إتش 9                              |      | المملكة المتحدة        | قاذفة قنابل           | دي إتش 9 دي إتش 9 سي | 11        | استخدمت من قبل مملكة الحجاز ضد جيش عبد العزيز آل سعود.                                                                         |
| ويستلاند وابيتي                             |      | المملكة المتحدة        | متعددة المهام         | مارك 2               | 4         | خدمت الطائرة في قوة الطيران الحجازية النجدية. حاليا موجودة في متحف صقر الجزيرة للطيران في الرياض.                              |
| ارمسترونغ ويتوورث إف.كيه.8                  |      | المملكة المتحدة        | قاذفة قنابل           | F.K.8                | 2         | استخدمت من قبل القوات الجوية الحجازية. تلقت مملكة الحجاز اثنتين (F.K.8) في عام 1921، واحدة على الأقل كانت موجودة حتى عام 1923. |
| ألباتروس دي.3                               |      | الإمبراطورية الألمانية | مقاتلة                | غ.م                  | 2         | تركتها القوات الجوية العثمانية في الحجاز بعد الحرب العالمية الأولى.                                                            |
| كاودرون                                     |      | إيطاليا · فرنسا        | قاذفة قنابل           |                      | 4         | تسلمتها القوات الجوية الحجازية من قبل إيطاليا.                                                                                 |
| فرمان إم إف.11                              |      | فرنسا · إيطاليا        | استطلاع / قاذفة خفيفة | MF.11                | 2         | في عام 1921، حصلت من إيطاليا على طائرتين فرمان إم إف.11 مبنية في إيطاليا ومزودة بمحركات فيات بقوة 100 حصان.                    |